# الواطي (عبس)

تعديل مصدري - تعديل

الواطي هي إحدى قرى عزلة الوسط بمديرية عبس التابعة لمحافظة حجة، بلغ تعداد سكانها 134 نسمة حسب تعداد اليمن لعام 2004.